# Valinhos
Valinhos város Brazíliában, São Paulo államban. Lakosainak száma 126 373 fő (2022). Valinhos Itatiba, Campinas, Itupeva, Morungaba és Vinhedo községekkel határos.

## Népesség
A település népességének változása:
| Lakosok száma | 82 973 | 106 793 | 120 258 | 133 169 | 126 373 |
|               | 2000   | 2010    | 2015    | 2021    | 2022    |